# Aleksandra Soldatova
Aleksandra Sergeyevna Soldatova (Russo: Александра Сергеевна Солдатова; 1 de junho de 1998) é uma ginasta rítmica da Rússia.
Ela é medalhista de bronze na etapa final da Copa do Mundo de Ginástica Rítmica de 2015. Na categoria juvenil é a campeã do Campeonato Europeu Juvenil de 2012 e duas vezes medalhista do individual geral do Campeonato Nacional Russo de Ginástica Rítmica.

## Biografia
Soldatova iniciou na ginástica rítmica influenciada pelo seu irmão Alexey Soldatov, um ex-ginasta da ginástica artística e também atleta praticante do Judô.

## Carreira

### Juvenil
Soldatova estreou no cenário internacional juvenil na Copa Irina Deleanu, onde ela venceu o individual geral e as finais de fita, maças e arco. Competiu na Copa Aeon em Tóquio no Japão, onde conquistou a medalha de ouro pelo individual geral junto da equipe Gazprom. No Campeonato Nacional Russo Juvenil de Ginástica Rítmica conquistou o bronze em 2012 e a prata em 2013 no individual geral.
Em 2012, Soldatova iniciou a temporada no Grand Prix de Ginástica Rítmica na cidade russa de Moscou. Conquistou a medalha de ouro no individual geral no Torneio Internacional Schmiden e venceu todas as finais antes de ganhar o ouro por equipes com Dina Averina e Arina Averina na Copa MTM de Liubliana. Após ganhar o ouro na fita na Copa do Mundo de Ginástica Rítmica Juvenil de 2012 na etapa de Pésaro na Itália. Ela então venceu o individual geral Copa do Mundo de Ginástica Rítmica Juvenil de Sofia na Bulgária em 2012 e participou das provas das finais por aparelho. No Campeonato Europeu Juvenil de Ginástica Rítmica de 2012, Soldatova conquistou a medalha de ouro na fita e ajudou a equipe russa (com Yana Kudryavtseva, Yulia Sinitsina e Diana Borisova) a ganhar a medalha de ouro por equipes juvenil.

### Adulto

#### Temporada 2014
Em 2014, devido a renovação das ginastas da equipe russa de ginástica rítmica, Soldatova passou a fazer parte do time reserva. Assim sendo ela fez a sua estreia na categoria adulta no Torneio Internacional de Moscou de 2014 onde conquistou a medalha de bronze no individual geral atrás das irmãs gêmeas Dina Averina e Arina Averina.
Soldatova foi designada para a sua primeira Copa do Mundo após substituir Sinitsina na lista de entrada para a Copa do Mundo de Debrecen de 2014, onde ficou em primeiro lugar no individual geral com uma pontuação total de 70 750 pontos, batendo a vice-campeã mundial de ginástica rítmica de 2013, a atleta Ganna Rizatdinova. Entre 4 e 6 de abril, Soldatova competiu no Campeonato "Baltic Hoop" de 2014 e venceu o individual geral. Ela conquistou três medalhas de ouro nas finais por aparelho (arco, maças e fita) e terminou em quarto na bola.
No Campeonato Nacional Russo de 2014, Soldatova ficou com a medalha de bronze no individual geral, atrás de Yana Kudryavtseva (ouro) e Margarita Mamun (prata). A sua segunda participação em copas do mundo na categoria adulto foi na Copa do Mundo de Corbeil-essones de 2014 finalizando em quarto no individual geral atrás de Ganna Rizatdinova e qualificou para a final de bola conquistando a medalha de prata. Competiu na Copa do Mundo de Tashkent de 2014 vencendo em terceiro lugar atrás das compatriotas Margarita Mamun e Yana Kudryavtseva e não avançou para as finais devido a regra que não permite que mais de ginastas por país compitam nas finais. Em agosto Soldatova foi convidada a participar do Meeting Interncaional de ginástica rítmica de 2014 em Vitória, Espírito Santo, onde conquistou todas as medalhas de ouro, Angélica Kvieczynski e Natália Gaudio com a prata e o bronze respectivamente. Soldatova representou a Rússia no Campeonato Mundial de Ginástica Rítmica de 2014 competindo em dois aparelhos ajudando a Rússia a ganhar a medalha de ouro por equipes com 17 675 na bola e 18 050 no arco, somando um total de 147 914 a favor da Rússia. Soldatova não avançou para nenhuma das finais, pois Kudryavtseva e Mamun tiveram maiores pontuações. 

#### Temporada 2015
Soldatova estreou na temporada de 2015 no Grand Prix de Moscou e terminou em quarto no individual geral. Qualificou-se para duas finais, conquistando a medalhas de ouro na bola à frente de Melitina Staniouta e terminou em sétimo lugar nas maças. Em março Soldatova competiu na Copa do Mundo de Lisboa de 2015 onde conquistou o ouro pelo individual geral com 73 600 pontos, batendo suas compatriotas Margarita Mamun (prata) e  Yana Kudryavtseva (bronze). Qualificou-se para três finais por aparelho: foi ouro nas maças, prata na bola e terminou em sexto no arco. Na copa do mundo de Bucareste, Soldatova terminou em sexto lugar, qualificou-se para duas finais por aparelho conquistando o ouro na fita e prata nas maças. Em abril Soldatova conquistou a medalha de bronze na Copa do Mundo de Pesaro 2015, qualificando-se para duas finais onde conseguiu o ouro na bola e o bronze na fita. Soldatova foi escolhida para competir com a equipe russa no Campeonato Europeu de 2015 em que o time russo conquistou a medalha de ouro junto de Yana Kudryavtseva e Margarita Mamun. Na Copa do Mundo de Tashkent de 2015, Soldatova ficou com a medalha de prata atrás de Margarita Mamun e qualificou-se para as finais de quatro aparelhos. No Grand Prix de Berlim de 2015 ficou com a medalha de bronze no individual geral, atrás de Melitina Staniouta e se classificou para a final de três aparelhos. Em agosto, Soldatova competiu na Copa do Mundo de Budapeste de 2015 e finalizou em quarto lugar no individual geral atrás da bielorrussa Melitina Staniouta. Soldatova se classificou comente para uma final e terminou em sétimo lugar na fita. Na Copa do Mundo de Sodia de 2015 terminou em sexto lugar no individual geral e se classificou para uma final conquistando a medalha de prata nas maças. Na etapa final da Copa do Mundo de Ginástica Rítmica que aconteceu em Kazan, Soldatova ficou com 74.300 pontos. Na ocasião Soldatova teve que substituir Kudryavtseva em três das finais, pois a mesma sofria de uma inflamação no  tornozelo. Ela conquistou todas as medalhas de prata, arco (18 500), bola (18.450), maças (18 300) e fita (18 400) atrás de Margarita Mamun que conquistou todas as medalhas de ouro das finais por aparelho.  Em setembro no Campeonato Mundial de Ginástica Rítmica de 2015 realizado em Stuttgart, Soldatova junto de Margarita Mamun e Yana Kudryavtseva conquistaram a medalha de ouro por equipes. Competiu em três aparelhos e qualificou-se para duas finais, ficou com a medalha de prata no arco  e nas maças, ficou em terceiro na qualificatória do individual geral e não avançou para a final do individual geral devido a regra que não permite que mais de duas representantes por país compitam juntas.

#### Temporada 2016
Em 2016, Soldatova começou a sua temporada no Grand Prix de Moscou de 2016, onde ela ganhou a medalha de ouro no individual geral com um total de 74 066 pontos. Qualificou-se para 3 finais por aparelhos, tendo ouro no arco e bola e uma prata na fita.
Também foi escolhida para ir com a seleção russa de ginasta rítmica como a "reserva individual" de Yana Kudryavtseva, que estava em recuperação de uma lesão no pé, durante os Jogos Olímpicos de Verão do Rio de Janeiro em 2016 do Brasil.

### 2020: problemas de saúde e pausa na ginástica rítmica
Em 5 de fevereiro de 2020, a mídia russa informou que Soldatova foi levada para o hospital do Sklifosovsky Institute (localizado em Moscou), devido uma ferimentos em seu braço esquerdo em uma suposta tentativa de suicídio. No hospital, ela foi diagnosticada como tendo bulimia nervosa. Soldatova declarou mais tarde através da conta oficial de seu treinador no instagram que ela havia acidentalmente se cortado com uma faca enquanto preparava o café da manhã e foi para o hospital.
Em fevereiro de 2020, ela revelou que tiraria uma folga da ginástica rítmica competitiva para receber tratamento médico adequado para bulimia, da qual tem sofrido em segredo nos últimos dois anos, e que deseja começar a treinar novamente ginástica rítmica competitiva quando estiver melhor e mais saudável.
Em 24 de dezembro de 2020, Soldatova anunciou oficialmente a sua saída da ginástica rítmica competitiva.

### 2021: participação no Grand Prix Moscow
Em fevereiro de 2021, a Soldatova fez uma participação especial, onde abriu e fechou a cerimônia da competição "Moscow Rhythmic Gymnastics Grand Prix 2021", realizado na cidade de Moscou na Rússia. Na abertura da cerimônia, realizou uma coreografia usando como objeto a bola; enquanto que no encerramento da festividade, optou por usar na sua coreografia um pedaço de pano-seda, fazendo uma alusão direta a fita.

## Músicas utilizadas nos exercícios
| Ano  | Aparelho | Título da música                                                                 |
| ---- | -------- | -------------------------------------------------------------------------------- |
| 2016 | Bola     | Mama de Dalida                                                                   |
| 2016 | Arco     | Phantasia de The Phantom of the Opera por Sarah Chang, Julian Lloyd Webber       |
| 2016 | Maças    | Kadril Veselaya, de Kravtet Sisters and Anna Litvinenko                          |
| 2016 | Fita     | Piano Concerto No. 1 in B flat minor, Op. 23 by Maksim Mrvica, Pyotr Tchaikovsky |
| 2016 | Gala     | Worth It de Fifth Harmony feat. Kid Ink                                          |
| 2015 | Bola     | Swan Lake Theme de David Garrett                                                 |
| 2015 | Arco     | (Danse de Phryne) from Faust deCharles Gounod (2nd music)                        |
| 2015 | Arco     | Concerto in F deGeorge Gershwin (1st music)                                      |
| 2015 | Maças    | Straight To Memphis de Club Des Belugas                                          |
| 2015 | Fita     | Polovtsian Dances de Alexandr Borodin                                            |
| 2015 | Gala     | Goodbye, Parker & Hachi Walk To The Station, Fetch de Jan A. P. Kaczmarek        |
| 2014 | Bola     | La donna è mobile de Giuseppe Verdi                                              |
| 2014 | Arco     | Masquerade Suite – Mazurka de Aram Khachaturian                                  |
| 2014 | Maças    | My Fair Lady by Frederick Loewe                                                  |
| 2014 | Fita     | Dillo ancora Testo de Carmelo Zappulla                                           |
| 2014 | Gala     | Fever de Peggy Lee                                                               |
| 2013 | Bola     | Casta Diva by Filippa Giordano                                                   |
| 2013 | Arco     | La Gorda de Roberto Polisano e Rulo                                              |
| 2013 | Maças    | Que Bonita Eres de Latino Tres                                                   |
| 2013 | Fita     | Dillo ancora Testo de Carmelo Zappulla                                           |
| 2012 | Bola     | Schedrivochka de Pelageya                                                        |
| 2012 | Arco     | "Tango Cumparsita" de Bulevard Tango Club                                        |
| 2012 | Maças    | ?                                                                                |
| 2012 | Fita     | La Maritza de Sylvie Vartan                                                      |
| 2011 | Bola     | ?                                                                                |
| 2011 | Arco     | Russian Folk, Cheburashka                                                        |
| 2011 | Maças    | ?                                                                                |
| 2011 | Fita     | Gramofon de Eugen Doga                                                           |